# 4-Metoxibenzoato de metila
4-Metoxibenzoato de metila, para-metoxibenzoato de metila, p-Metoxibenzoato de metila ou p-anisato de metila é o composto orgânico, o éster de metila do ácido 4-metoxibenzoico (também chamado de ácido p-anísico)) de fórmula C9H10O3 e massa molecular 166,17478. Apresenta ponto de ebulição de 244-245 °C e ponto de fusão de 48-52 °C. É classificado com o número CAS 121-98-2.